# Szalontay Ferike
Szalontay Ferike, névváltozatok: Szalontai, Szlaminek, Slaminek, született: Slamenik Franciska Alojzia (Budapest, 1884. június 20. – Székesfehérvár, 1965. május 8.) színésznő.

## Életútja
Slamenik Antal és Bliska Anna leányaként született (a szülők 1883. április 8-án kötöttek házasságot Budapesten, a terézvárosi plébánián), 1884. június 29-én keresztelték a pest-terézvárosi római katolikus plébánián. Hegyi Aranka színésziskoláját végezte. Első nagy szerepe a Magyar Színházban a Postás fiú című angol operettben a szobaleány táncos szubrett szerepe volt. 1901-től tagja volt a Magyar Színház operettegyüttesének. 1905-től vidéki színpadokon működött mint szubrett. Szabadka, Szentes, Igló, Lőcse, Ungvár, Munkács színpadjain aratta sikereit. 1907. június 22-én Budapesten, az Erzsébetvárosban férjhez ment dr. Farkas Ferenc színigazgatóhoz. 1910-ben a Royal Orfeum társulatának primadonnája lett. Itt operettszerepekben (Sára, Kék róka operett) és főleg parasztszerepekben (Mari Dufla pofon, Móricz Zsigmond parasztvigjátéka) ért el sikereket. Itt tért át az előadói szerepkörre is és ebben aratta legnagyobb sikereit, melyek nevét országos hírűvé tették. A Medgyaszai-kabaré, majd a Jardin dizőze és megteremtett, népszerűvé tette kedves előadásával a nézőtéri mókát, mint színpadi műfajt. Nevével minden jobb kabaré műsorán találkozhatott a közönség. 1920-tól nem működött állandó szerződésben, csak hosszabb-rövidebb vendégfellépésekkel szerepelt a fővárosban és vidéken. 1935-ben az Országos Vitézi Szék a piros-fehér-zöld szegélyen viselendő Háborús Emlékérmet adományozta számára. A kitüntetés a színésznőnek az első világháború alatt a Vörös Kereszt érdekében teljesített önfeláldozó viselkedését jutalmazta meg. 1936-ban két vendégjátékban kapott szerepet: a Tommy és társában és az Obsitosban. 81 éves korában hunyt el általános verőér-elkeményedésben.
Fia Fort Ferenc (Szabadka, 1908. március 8. – Budapest, 1964. július 5.) mérnök.

## Fontosabb szerepei
- Gábor diák (Huszka J.: Gül Baba)
- Mátyás (Szabados B.: Szép Ilonka)
- Mindi (Rab Mátyás)